# 广阳站
- 關於京沪高速铁路上，当前称为“廊坊站”的车站，請見「廊坊站」。
- 關於怀兴城际铁路上，当前称为“廊坊北站”的车站，請見「廊坊北站」。

广阳站，原名廊坊站、廊坊北站，是京沪铁路上的一个车站，位于中华人民共和国河北省廊坊市广阳区与安次区交界，始建于1896年，现站房于1989年在距离老站房一公里处修建。本站东南侧即为京沪高速铁路廊坊站，二者近似于背对背布置，之间设有地下联络通道供旅客换乘。

## 历史
清光绪二十二年（1896年），京山铁路在顺天府南路厅东安县郎房村设置车站，始称“郎房站”。
清光绪二十三年（1897年）6月30日，郎房站竣工通车，缘于疑似笔误，郎房站被误写为“廊房站”。
1986年10月，廊坊站扩建改造工程开工，在距离原廊坊站铁路下行约1500米处（现光明东道与新华路交叉口）附近建设新站址，1989年9月9日，新廊坊站建成启用。
2011年6月，京沪高速铁路在既有廊坊站斜对侧设置车站，经廊坊市政府申请并报铁道部批准，京沪铁路上的廊坊站更名为廊坊北站。同时，京沪高速铁路在廊坊市的设站被命名为廊坊站。该站建筑面积约1万平方米，设2台4线。
2023年3月，廊坊市政府再次向北京局集团公司发函，申请对京沪铁路上的廊坊北站站名进行变更。经铁路部门审查研究，国铁集团决定将“廊坊北站”更名为“广阳站”，同时计划对“廊坊北站”用于怀兴城际铁路一期在廊坊市区北部设置的新建客站。
2023年夏季候车室进行装修改造。
2023年12月30日0时起，廊坊北站正式更名为广阳站。
- 更名后的站房内侧
- 站房，摄于本站仍称廊坊北站时
- 俯瞰广阳站（时称廊坊北站，圖下）和廊坊站（圖左上）
- 广阳站（时称廊坊北站）和廊坊站站牌，于广阳站一侧拍摄